# The City (reality show)
Światła Manhattanu – amerykański program typu reality show, wyprodukowany przez telewizję MTV. Jest to spin-off innego popularnego programu stacji MTV - Wzgórza Hollywood (The Hills). Program opowiada o życiu Whitney Port, która przeprowadziła się do Nowego Jorku, aby pracować dla projektantki mody Diane von Fürstenberg. Premiera programu miała miejsce 29 grudnia 2008 roku.

## Obsada
| Obsada          | Lata występowania | Sezony    | Informacje                                     |
| --------------- | ----------------- | --------- | ---------------------------------------------- |
| Whitney Port    | 2008-obecnie      | 1-obecnie | Główna rola                                    |
| Olivia Palermo  | 2008-obecnie      | 1-obecnie | Główna rola                                    |
| Roxy Olin       | 2009-obecnie      | 1-obecnie | Dołączyła do obsady w drugiej połowie 1 sezonu |
| Erin Kaplan     | 2009-obecnie      | 1-obecnie | Dołączyła do obsady w drugiej połowie 1 sezonu |
| Samantha Swetra | 2008-obecnie      | 1-obecnie | Drugoplanowa rola                              |
| Allie Crandell  | 2008-obecnie      | 1-obecnie | Drugoplanowa rola                              |
| Jay Lyon        | 2008-obecnie      | 1-obecnie | Drugoplanowa rola                              |
| Adam Senn       | 2008-obecnie      | 1-obecnie | Drugoplanowa rola                              |
| Erin Lucas      | 2008-2009         | 1         | Opuściła program po 13 odcinku                 |